# Lobidiopteryx stulta
Lobidiopteryx stulta là một loài bướm đêm trong họ Geometridae.